# Strohbauplatte
Die Strohbauplatte ist eine starre selbsttragende Platte, die als Alternative zu herkömmlichen Trockenbaukonstruktionen auf Gipsbasis eingesetzt wird.
Im Unterschied zur gängigen Trockenbaukonstruktion aus einem beidseitig mit Plattenmaterial zu beplankenden Stütz- und Traggerüst bedürfen Strohbauplatten keiner Trag- oder Stützkonstruktion.  Die umweltfreundlichen, wirtschaftlichen und recyclingfähigen Platten werden aus verschiedenen natürlichen faserigen Rohstoffen hergestellt. Die langlebigen Paneele verfügen über Wärme- und Schalldämmung sowie über einen guten Brandschutz und stehen für eine Vielzahl von Anwendungen zur Beschleunigung der Bauabläufe zur Verfügung. Weitere Anwendungen für Strohbauplatten sind Last- und nichttragende Decken, Dächer, Türen, Fußböden sowie vorgefertigte Gebäude. Das Material ist bereits seit über 50 Jahren im baulichen Einsatz.

## Materialeigenschaften  und Verarbeitung
Strohbauplatten bestehen aus einem festen Kern aus komprimiertem Weizen- oder Reisstroh. Hoher Druck und Temperaturen (240 °C) lassen das Stroh verharzen. Dieses Harz sorgt dafür, dass sich die Fasern untereinander wasserfest verkleben. Die komprimierten Platten werden dann mit recycelter Vollpappe und einem wasserfesten Leim kaschiert. Das Standardpaneel wird in 0,8 m und 1,2 m Breite hergestellt, wobei Kabelkanäle oder gefräste Schächte zur leichteren Installation von Elektroleitungen vorgesehen werden können. Die Standardlänge beträgt 2,55 m und 2,7 m. Die hohe Pressdichte und der damit verbundene Mangel an Sauerstoff sorgen für eine geringe Brandneigung. Außerdem werden bei der Fertigung keine Klebstoffe, Alkohole oder Lösungsmittel zugesetzt, die brandbeschleunigend wirken könnten. Wie bei brennendem Holz bildet sich eine Rußschicht, die die noch nicht brennenden Materialteile eine Zeitlang vor den Flammen schützt. 
Die Verarbeitbarkeit des Produkts ist ähnlich wie Holz, es kann gesägt, gebohrt, gefräst, genagelt, geschraubt und geklebt werden. Die Strohbauplatte ist in der Lage ohne weitere konstruktive Maßnahmen hohe Konsollasten von ca. 80 kg pro Schraube aufzunehmen. Die Platte erreicht einen Schalldämmwert von 32 dB.